# Shima, Jiangjin
Shima (kinesiska: 石蟆) är en köping i sydvästra Kina. Den ligger i stadsdistriktet Jiangjin i storstadsområdet Chongqing, omkring 89 kilometer sydväst om det centrala stadsdistriktet Yuzhong. Antalet invånare är 69 881. Befolkningen består av 34 499 kvinnor och 35 382 män. Barn under 15 år utgör 18,0 %, vuxna 15-64 år 64 %, och äldre över 65 år 16,0 %.